# Pista malmgreni
Pista malmgreni är en ringmaskart som beskrevs av Saphronova och Jirkov in Jirkov 200. Pista malmgreni ingår i släktet Pista och familjen Terebellidae. Enligt den svenska rödlistan är arten otillräckligt studerad i Sverige. Arten förekommer i Götaland. Artens livsmiljö är havet. Inga underarter finns listade i Catalogue of Life.